# Dụng cụ

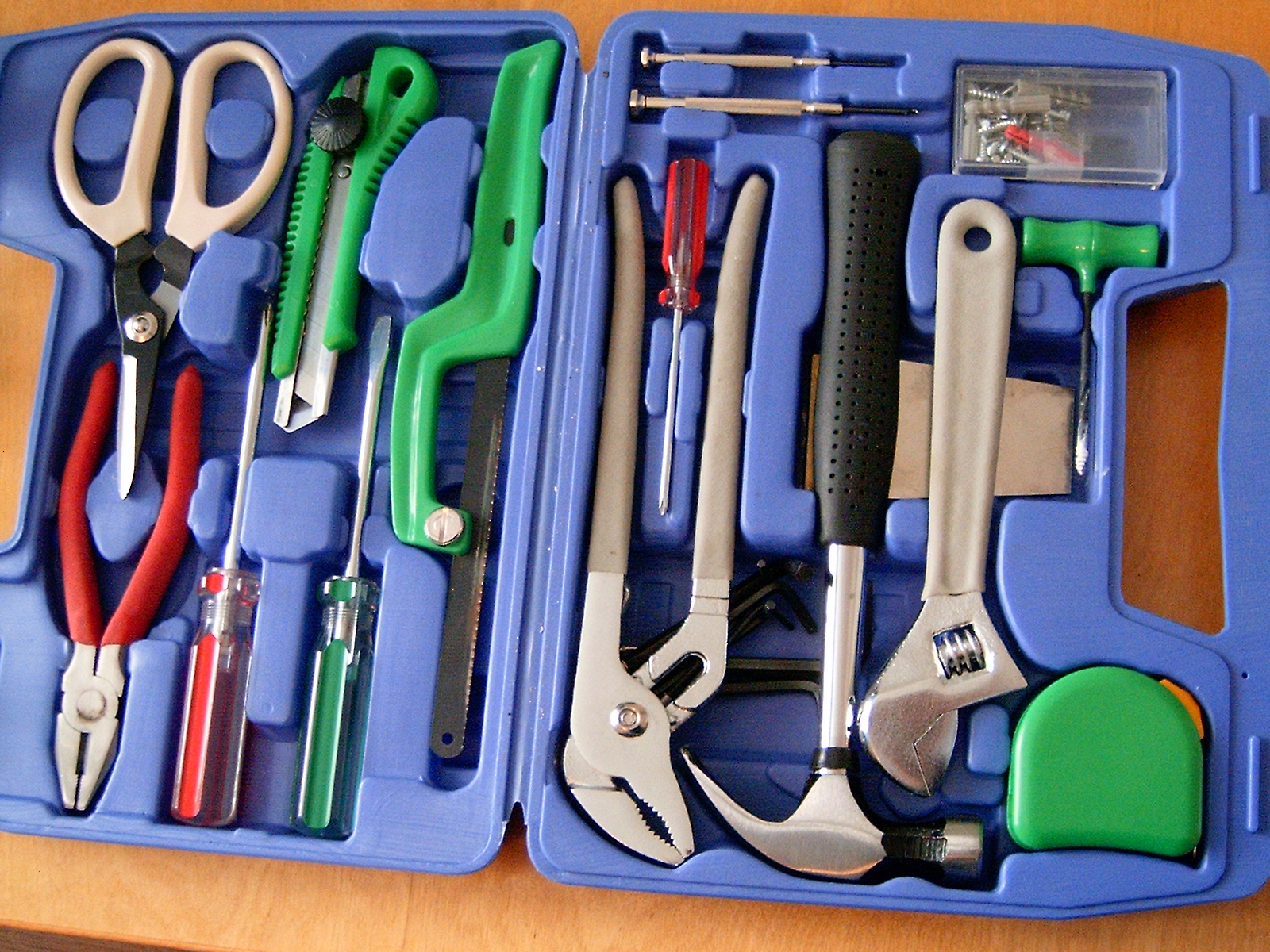
Một hộp dụng cụ thời nay.

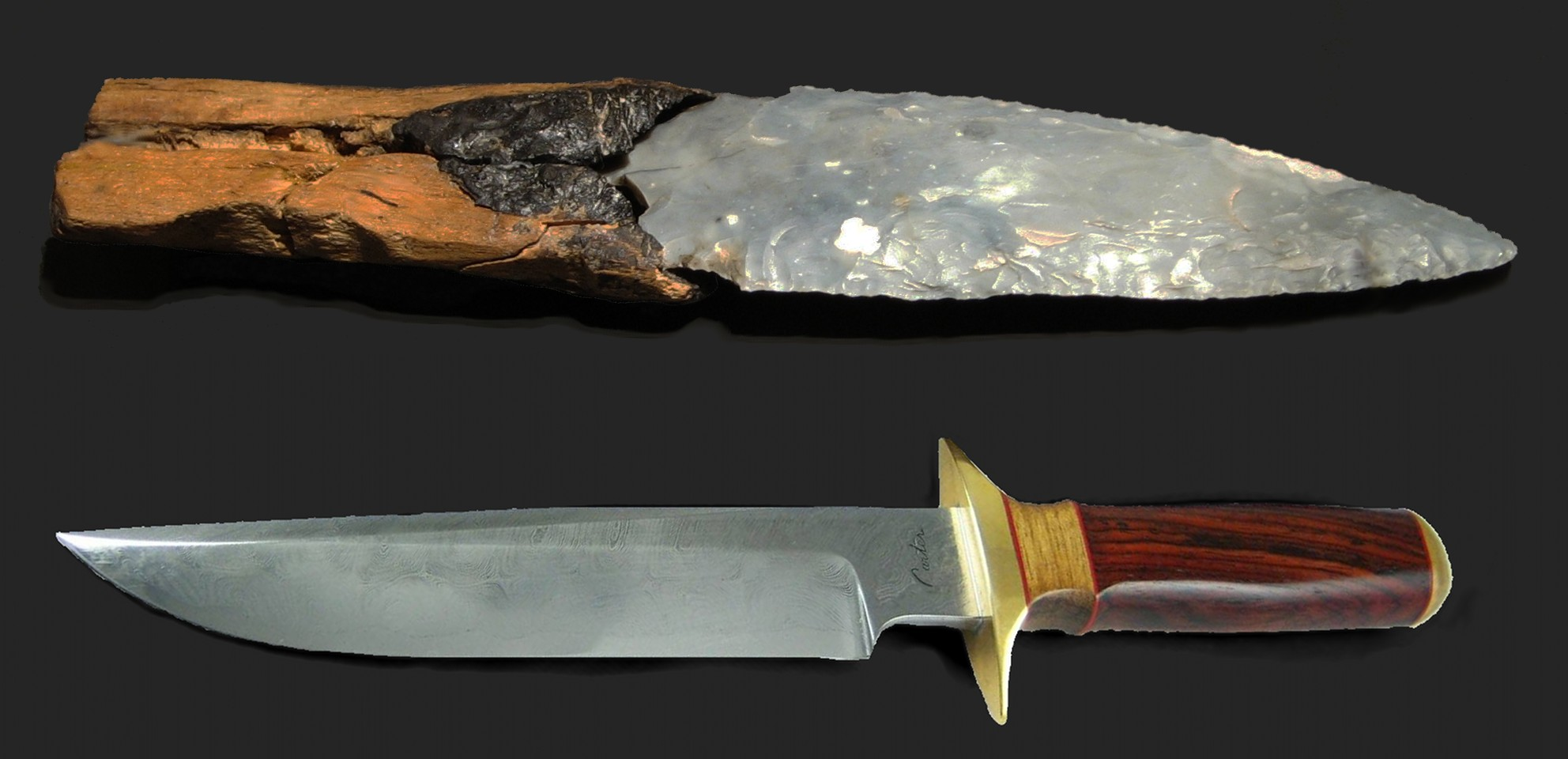
Dao là một trong những dụng cụ sớm nhất làm từ con người.

Từ nghĩa rộng của dụng cụ là sử dụng bề mặt của hai đồ vật hoặc hơn để làm việc hiệu quả hơn tuy theo mỗi ngành nghề. Những dụng cụ đơn giản nhất là máy cơ đơn giản hay gọi tắt là máy đơn giản. Ví dụ, đòn bẩy dựa vào tác dụng đòn bẩy và từ những điểm mấu chốt làm lực bẩy mạnh hơn. Búa là dụng cụ đặc trưng dùng để đóng đinh.
Dụng cụ là vật quan trọng nhất cho người cổ đại dùng để làm thức ăn; vì sự sáng tạo nhiều dụng cụ, họ có thể làm được những điều mà thân thể không thể, như là dùng dao, giáo hoặc cung để giết con mồi, và nhuyền ra để dễ ăn vì răng họ lúc đó chưa đủ nhọn để cắn xuyên qua da.
Thời nay, điện thoại là một sự truyền thông giữa hai người có thể nói chuyện với nhau ở bất cứ đâu và giữa người dụng liên kết với internet (mạng máy tính). Đó thuộc lãnh vực của phương tiện truyền thông đại chúng và kỹ thuật truyền thông đã dần dần dẫn tới mối quan hệ giữa ta và dụng cụ, và hiện nay dụng cụ đã được xác nhận là rất thông dụng có thể giúp mọi người tùy theo ngành nghề. Ông Marshall McLuhan từng nói "Chúng ta làm ra dụng cụ, dụng cụ làm ra chúng ta." McLuhan đã liên tưởng tới sự thật là xã hội hiện nay dụng cụ dường như là vật không thể thiếu. Chúng cần chúng ta tạo ra chúng cũng như chúng ta cần chúng để phục vụ chúng ta.
Tên đặc trưng của mỗi dụng cụ tùy vào nghề mà dụng cụ đó được sử dụng.
Nghiên cứu đã chứng minh dụng cụ còn được sử dụng từ những loài vật khác như khỉ, một số loài chim và rái cá biển. Các nhà thông thái thời xưa nghĩ chỉ có con người mới có khả năng tạo ra dụng cụ cho tới khi các nhà động vật học quan sát được chim và khỉ làm ra dụng cụ. Hiện giờ, một điều duy nhất giữa quan hệ người và dụng cụ là chỉ có con người mới có thể làm ra dụng cụ từ dụng cụ.
Đa số các nhà nhân chủng học tin rằng cách sử dụng dụng cụ là một bước ngoặt quan trọng trong quá trình tiến hóa của con người. Con người có thể làm chủ được ngón cái — đó là lợi thế giúp dễ dàng điều khiển dụng cụ và làm tăng thêm khả năng hiểu biết nhờ vào dụng cụ.